# 37 grados
«37 grados» es una canción del grupo de rock español Radio Futura publicada en 1987.

## Descripción
Canción de pop-rock en la que se han encontrado influencias del ritmo merengue Aunque en ocasiones se la ha descrito como una sucesión de frases inconexas, también se ha querido descubrir en su letra una historia de un amor.
La canción alcanzó el número 1 en la lista de Los 40 Principales la semana del 25 de abril de 1987.

## Formato
Publicada a principios de año como sencillo, en adelanto del LP La canción de Juan Perro, llegaría a salir en tres versiones: en maxisencillo, 77 en vinilo de 12 pulgadas con «A cara o cruz» de cara B, y finalmente en 7 pulgadas a 45 rpm, junto con «En un baile de perros»

## Versiones
El tema fue versionado por La Fuga para el álbum homenaje a Radio Futura Arde la calle, publicado en 2004.